# Sixième circonscription de la Moselle
La sixième circonscription de la Moselle est l'une des 9 circonscriptions législatives françaises que compte le département de la Moselle (57) situé en région Grand Est.

## Description géographique et démographique

### De 1958 à 1986
Le département avait huit circonscriptions.
La sixième circonscription de la Moselle était composée de :
- canton de Forbach
- canton de Grostenquin
- canton de Sarralbe

Source : Journal Officiel du 14-15 Octobre 1958.

### De 1988 à 2010
Le département avait dix circonscriptions.
La sixième circonscription de la Moselle était délimitée par le découpage électoral de la loi no 86-1197 du 24 novembre 1986
, elle regroupait les divisions administratives suivantes : 
- Canton de Behren-lès-Forbach
- Canton de Forbach
- Canton de Freyming-Merlebach
- Canton de Stiring-Wendel

D'après le recensement général de la population en 1999, réalisé par l'Institut national de la statistique et des études économiques (INSEE), la population de cette circonscription est estimée à 110 448 habitants,.

### Depuis 2012
Le redécoupage des circonscriptions législatives réalisé en 2010 et entrant en application à compter des élections législatives de juin 2012, a modifié le nombre de circonscriptions du département (passant de dix à neuf) et la composition de certaines circonscriptions mais la sixième circonscription est restée inchangée.

Carte de la sixième circonscription de la Moselle de 1958 à 1986
Carte de la sixième circonscription de la Moselle de 1986 à 2012

## Historique des députations
| Législature | Début de mandat | Fin de mandat  | Député             | Parti politique | Observations |
| ----------- | --------------- | -------------- | ------------------ | --------------- | --- |
| VIe         | 3 avril 1978    | 22 mai 1981    | Jean-Éric Bousch   | RPR             | Mandat écourté à la suite d'une dissolution parlementaire décidée par François Mitterrand.                                                                     |
| VIIe        | 2 juillet 1981  | 1er avril 1986 | Paul Bladt         | PS              | |
| VIIIe       | 2 avril 1986    | 14 mai 1988    | Charles Metzinger  | PS              | Proportionnelle par département, pas de député par circonscription. Mandat écourté à la suite d'une dissolution parlementaire décidée par François Mitterrand. |
| IXe         | 23 juin 1988    | 1er avril 1993 | Charles Metzinger  | PS              | |
| Xe          | 2 avril 1993    | 21 avril 1997  | Pierre Lang,       | UDF,            | Mandat écourté à la suite d'une dissolution parlementaire décidée par Jacques Chirac.                                                                          |
| XIe         | 12 juin 1997    | 18 juin 2002   | Roland Metzinger,  | PS,             | |
| XIIe        | 19 juin 2002    | 19 juin 2007   | Pierre Lang,       | UMP,            | |
| XIIIe       | 20 juin 2007    | 19 juin 2012   | Pierre Lang        | UMP             | |
| XIVe        | 20 juin 2012    | 20 juin 2017   | Laurent Kalinowski | PS              | |
| XVe         | 21 juin 2017    | 21 juin 2022   | Christophe Arend   | LREM            | |
| XVIe        | 22 juin 2022    | 9 juin 2024    | Kévin Pfeffer      | RN              | Mandat écourté à la suite d'une dissolution parlementaire décidée par Emmanuel Macron.                                                                         |

## Historique des élections

### Élections de 1958
| Candidat       | Candidat          | Parti          | Premier tour | Premier tour | Second tour | Second tour |  |
| Candidat       | Candidat          | Parti          | Voix         | %            | Voix        | %           |  |
| -------------- | ----------------- | -------------- | ------------ | ------------ | ----------- | ----------- |  |
|                | Émile Engel       | MRP            | 17 384       | 47,75        | 16 529      | 44,39       |  |
|                | Jean Coumaros élu | UNR            | 13 577       | 37,3         | 17 126      | 46          |  |
|                | Pierre Muller     | PCF            | 4 425        | 12,16        | 3 577       | 9,61        |  |
|                | Xavier Vasseur    | SFIO           | 1 017        | 2,79         |             |             |  |
|                |                   |                |              |              |             |             |  |
| Inscrits       | Inscrits          | Inscrits       | 51 274       | 100,00       | 51 268      | 100,00      |  |
| Abstentions    | Abstentions       | Abstentions    | 13 651       | 26,62        | 13 385      | 26,11       |  |
| Votants        | Votants           | Votants        | 37 623       | 73,38        | 37 883      | 73,89       |  |
| Blancs et nuls | Blancs et nuls    | Blancs et nuls | 1 220        | 3,24         | 651         | 1,72        |  |
| Exprimés       | Exprimés          | Exprimés       | 36 403       | 96,76        | 37 232      | 98,28       |  |

Le suppléant de Jean Coumaros était Jean-Baptiste Posthover, infirmier, Petite-Rosselle.

### Élections de 1962
|                | Jean Coumaros sortant réélu | UNR-UDT        | 22 259 | 59,33  |  |  |  |
|                | Adrien Wahl                 | MRP            | 6 868  | 18,31  |  |  |  |
|                | Jean-Joseph Delange         | Modérés        | 4 238  | 11,3   |  |  |  |
|                | Pierre Muller               | PCF            | 3 318  | 8,84   |  |  |  |
|                | Nicolas Schmitt             | SFIO           | 834    | 2,22   |  |  |  |
|                |                             |                |        |        |  |  |  |
| Inscrits       | Inscrits                    | Inscrits       | 54 039 | 100,00 |  |  |  |
| Abstentions    | Abstentions                 | Abstentions    | 15 536 | 28,75  |  |  |  |
| Votants        | Votants                     | Votants        | 38 503 | 71,25  |  |  |  |
| Blancs et nuls | Blancs et nuls              | Blancs et nuls | 986    | 2,56   |  |  |  |
| Exprimés       | Exprimés                    | Exprimés       | 37 517 | 97,44  |  |  |  |

Le suppléant de Jean Coumaros était Louis Houpert, directeur d'école, adjoint au maire de Forbach.

### Élections de 1967
| Candidat       | Candidat                    | Parti                     | Premier tour | Premier tour | Second tour | Second tour |  |
| Candidat       | Candidat                    | Parti                     | Voix         | %            | Voix        | %           |  |
| -------------- | --------------------------- | ------------------------- | ------------ | ------------ | ----------- | ----------- |  |
|                | Jean Coumaros sortant réélu | UD-Ve                     | 14 539       | 32,1         | 20 254      | 45,96       |  |
|                | Jean Muller                 | Modérés                   | 8 817        | 19,47        | 14 586      | 33,1        |  |
|                | Erwin Maurer                | PCF                       | 7 501        | 16,56        | 9 226       | 20,94       |  |
|                | Louis Houpert               | Divers droite (Gaulliste) | 7 459        | 16,47        | Retrait     | Retrait     |  |
|                | Adolphe Hell                | CD (PDM)                  | 4 542        | 10,03        |             |             |  |
|                | Gabriel Mai                 | FGDS (SFIO)               | 2 433        | 5,37         |             |             |  |
|                |                             |                           |              |              |             |             |  |
| Inscrits       | Inscrits                    | Inscrits                  | 55 637       | 100,00       | 55 622      | 100,00      |  |
| Abstentions    | Abstentions                 | Abstentions               | 9 041        | 16,25        | 10 521      | 18,92       |  |
| Votants        | Votants                     | Votants                   | 46 596       | 83,75        | 45 101      | 81,08       |  |
| Blancs et nuls | Blancs et nuls              | Blancs et nuls            | 1 305        | 2,8          | 1 035       | 2,29        |  |
| Exprimés       | Exprimés                    | Exprimés                  | 45 291       | 97,2         | 44 066      | 97,71       |  |

Le suppléant de Jean Coumaros était Joseph Aubertin, employé, maire d'Alsting.

### Élections de 1968
| Candidat       | Candidat                    | Parti          | Premier tour | Premier tour | Second tour | Second tour |  |
| Candidat       | Candidat                    | Parti          | Voix         | %            | Voix        | %           |  |
| -------------- | --------------------------- | -------------- | ------------ | ------------ | ----------- | ----------- |  |
|                | Jean Coumaros sortant réélu | UDR (URP)      | 19 633       | 46,71        | 20 210      | 50,52       |  |
|                | Jean Muller                 | CD (PDM)       | 13 193       | 31,39        | 14 242      | 35,6        |  |
|                | Erwin Maurer                | PCF            | 6 218        | 14,79        | 5 551       | 13,88       |  |
|                | Gabriel Mai                 | FGDS (SFIO)    | 2 991        | 7,12         |             |             |  |
|                |                             |                |              |              |             |             |  |
| Inscrits       | Inscrits                    | Inscrits       | 55 941       | 100,00       | 55 930      | 100,00      |  |
| Abstentions    | Abstentions                 | Abstentions    | 12 705       | 22,71        | 15 137      | 27,06       |  |
| Votants        | Votants                     | Votants        | 43 236       | 77,29        | 40 793      | 72,94       |  |
| Blancs et nuls | Blancs et nuls              | Blancs et nuls | 1 201        | 2,78         | 790         | 1,94        |  |
| Exprimés       | Exprimés                    | Exprimés       | 42 035       | 97,22        | 40 003      | 98,06       |  |

Le suppléant de Jean Coumaros était Joseph Aubertin.

### Élections de 1973
| Candidat       | Candidat                | Parti          | Premier tour | Premier tour | Second tour | Second tour |  |
| Candidat       | Candidat                | Parti          | Voix         | %            | Voix        | %           |  |
| -------------- | ----------------------- | -------------- | ------------ | ------------ | ----------- | ----------- |  |
|                | Jean Coumaros sortant   | UDR (URP)      | 12 949       | 29,46        | 16 630      | 39,15       |  |
|                | Anne-Marie Fritsch élue | Rad (MR)       | 12 565       | 28,59        | 25 845      | 60,85       |  |
|                | Jean Muller             | Divers droite  | 5 751        | 13,08        |             |             |  |
|                | Erwin Maurer            | PS (UGSD)      | 5 129        | 11,67        |             |             |  |
|                | Gabriel Schlosser       | PCF            | 4 906        | 11,16        |             |             |  |
|                | Albert Gerhard          | PSU            | 1 768        | 4,02         |             |             |  |
|                | Raymond Hallard         | LO             | 888          | 2,02         |             |             |  |
|                |                         |                |              |              |             |             |  |
| Inscrits       | Inscrits                | Inscrits       | 58 666       | 100,00       | 58 656      | 100,00      |  |
| Abstentions    | Abstentions             | Abstentions    | 13 112       | 22,35        | 13 418      | 22,88       |  |
| Votants        | Votants                 | Votants        | 45 554       | 77,65        | 45 238      | 77,12       |  |
| Blancs et nuls | Blancs et nuls          | Blancs et nuls | 1 598        | 3,51         | 2 763       | 6,11        |  |
| Exprimés       | Exprimés                | Exprimés       | 43 956       | 96,49        | 42 475      | 93,89       |  |

Le suppléant d'Anne-Marie Fritsch était Michel Tatto, conseiller municipal de Freyming-Merlebach.

### Élections de 1978
| Candidat       | Candidat                    | Parti          | Premier tour | Premier tour | Second tour | Second tour |  |
| Candidat       | Candidat                    | Parti          | Voix         | %            | Voix        | %           |  |
| -------------- | --------------------------- | -------------- | ------------ | ------------ | ----------- | ----------- |  |
|                | Jean-Éric Bousch élu        | RPR            | 18 349       | 34,45        | 30 489      | 55,85       |  |
|                | Gérard Comunetti            | PS             | 12 991       | 24,39        | 24 100      | 44,15       |  |
|                | Anne-Marie Fritsch sortante | UDF (Rad)      | 11 760       | 22,08        | Retrait     | Retrait     |  |
|                | Jean-Marie Collé            | PCF            | 5 265        | 9,88         |             |             |  |
|                | Claude Bartier              | Divers droite  | 1 645        | 3,09         |             |             |  |
|                | Paul Mouzard                | Divers droite  | 1 373        | 2,58         |             |             |  |
|                | Élisabeth Podgorny          | LO             | 966          | 1,81         |             |             |  |
|                | Jean-Luc L'Hôte             | LCR            | 645          | 1,21         |             |             |  |
|                | Pierre Brune                | UOPDP          | 271          | 0,51         |             |             |  |
|                |                             |                |              |              |             |             |  |
| Inscrits       | Inscrits                    | Inscrits       | 68 162       | 100,00       | 68 161      | 100,00      |  |
| Abstentions    | Abstentions                 | Abstentions    | 13 403       | 19,66        | 12 198      | 17,9        |  |
| Votants        | Votants                     | Votants        | 54 759       | 80,34        | 55 963      | 82,1        |  |
| Blancs et nuls | Blancs et nuls              | Blancs et nuls | 1 494        | 2,73         | 1 374       | 2,46        |  |
| Exprimés       | Exprimés                    | Exprimés       | 53 265       | 97,27        | 54 589      | 97,54       |  |

Le suppléant de Jean-Éric Bousch était Daniel Sudan, conseiller régional, conseiller général du canton de Grostenquin, maire de Morhange.

### Élections de 1981
| Candidat       | Candidat                 | Parti          | Premier tour | Premier tour | Second tour | Second tour |  |
| Candidat       | Candidat                 | Parti          | Voix         | %            | Voix        | %           |  |
| -------------- | ------------------------ | -------------- | ------------ | ------------ | ----------- | ----------- |  |
|                | Jean-Éric Bousch sortant | RPR (UNM)      | 20 935       | 48,45        | 23 067      | 46,10       |  |
|                | Paul Bladt élu           | PS             | 18 048       | 41,77        | 26 969      | 53,90       |  |
|                | Jean-Marie Colle         | PCF            | 2 672        | 6,18         |             |             |  |
|                | Alain Monniaux           | LO             | 788          | 1,82         |             |             |  |
|                | Louis Rufin              | Divers droite  | 765          | 1,77         |             |             |  |
|                |                          |                |              |              |             |             |  |
| Inscrits       | Inscrits                 | Inscrits       | 71 150       | 100,00       | 71 142      | 100,00      |  |
| Abstentions    | Abstentions              | Abstentions    | 26 701       | 37,53        | 20 037      | 28,16       |  |
| Votants        | Votants                  | Votants        | 44 449       | 62,47        | 51 105      | 71,84       |  |
| Blancs et nuls | Blancs et nuls           | Blancs et nuls | 1 241        | 2,79         | 1 069       | 2,09        |  |
| Exprimés       | Exprimés                 | Exprimés       | 43 208       | 97,21        | 50 036      | 97,91       |  |

Le suppléant de Paul Bladt était Robert Rossler, Premier adjoint au maire de Sarralbe.

### Élections de 1988
| Candidat       | Candidat                        | Parti           | Premier tour | Premier tour | Second tour | Second tour |  |
| Candidat       | Candidat                        | Parti           | Voix         | %            | Voix        | %           |  |
| -------------- | ------------------------------- | --------------- | ------------ | ------------ | ----------- | ----------- |  |
|                | Charles Metzinger sortant réélu | PS              | 16 848       | 45,36        | 22 472      | 54,62       |  |
|                | Charles Stirnweiss              | UDF (CDS) (URC) | 12 273       | 33,04        | 18 671      | 45,38       |  |
|                | Guy Herlory sortant             | FN              | 6 047        | 16,28        |             |             |  |
|                | Daniel Bartkowia                | PCF             | 1 535        | 4,13         |             |             |  |
|                | Éric Sauzé                      | POE             | 441          | 1,19         |             |             |  |
|                |                                 |                 |              |              |             |             |  |
| Inscrits       | Inscrits                        | Inscrits        | 69 291       | 100,00       | 69 285      | 100,00      |  |
| Abstentions    | Abstentions                     | Abstentions     | 31 094       | 44,87        | 26 964      | 38,92       |  |
| Votants        | Votants                         | Votants         | 38 197       | 55,13        | 42 321      | 61,08       |  |
| Blancs et nuls | Blancs et nuls                  | Blancs et nuls  | 1 053        | 2,76         | 1 178       | 2,78        |  |
| Exprimés       | Exprimés                        | Exprimés        | 37 144       | 97,24        | 41 143      | 97,22       |  |

Le suppléant de Charles Metzinger était Alain Morisse, de Forbach.

### Élections de 1993
| Candidat       | Candidat           | Parti          | Premier tour | Premier tour | Second tour | Second tour |  |
| Candidat       | Candidat           | Parti          | Voix         | %            | Voix        | %           |  |
| -------------- | ------------------ | -------------- | ------------ | ------------ | ----------- | ----------- |  |
|                | Pierre Lang élu    | UDF (PR)       | 9 048        | 23,26        | 21 859      | 62,21       |  |
|                | Jean-Éric Bousch   | RPR            | 8 067        | 20,74        | 13 276      | 37,79       |  |
|                | Paul Bladt         | PS (ADFP)      | 5 919        | 15,21        |             |             |  |
|                | Anne-Marie Bouvier | FN             | 5 726        | 14,72        |             |             |  |
|                | Philippe Leick     | GÉ (EÉ)        | 3 605        | 9,27         |             |             |  |
|                | Patricia Moisson   | LT-LNÉ         | 1 753        | 4,51         |             |             |  |
|                | Jean-Louis Hecht   | Divers         | 1 319        | 3,39         |             |             |  |
|                | Alain Morisse      | diss. PS       | 1 293        | 3,32         |             |             |  |
|                | Paul Turlan        | PCF            | 1 234        | 3,17         |             |             |  |
|                | Albert Dal Pozzolo | PT             | 458          | 1,18         |             |             |  |
|                | Francis Gawin      | LO             | 369          | 0,95         |             |             |  |
|                | Patrice Sainty     | AP             | 114          | 0,29         |             |             |  |
|                |                    |                |              |              |             |             |  |
| Inscrits       | Inscrits           | Inscrits       | 70 865       | 100,00       | 70 861      | 100,00      |  |
| Abstentions    | Abstentions        | Abstentions    | 29 628       | 41,81        | 30 852      | 43,54       |  |
| Votants        | Votants            | Votants        | 41 237       | 58,19        | 40 009      | 56,46       |  |
| Blancs et nuls | Blancs et nuls     | Blancs et nuls | 2 332        | 5,66         | 4 874       | 12,18       |  |
| Exprimés       | Exprimés           | Exprimés       | 38 905       | 94,34        | 35 135      | 87,82       |  |

La suppléante de Pierre Lang était Carmen Diligent, fonctionnaire, Forbach.

### Élections de 1997
| Candidat       | Candidat             | Parti          | Premier tour | Premier tour | Second tour | Second tour |  |
| Candidat       | Candidat             | Parti          | Voix         | %            | Voix        | %           |  |
| -------------- | -------------------- | -------------- | ------------ | ------------ | ----------- | ----------- |  |
|                | Roland Metzinger élu | PS             | 12 399       | 30,78        | 19 975      | 44,78       |  |
|                | Pierre Lang sortant  | UDF (PR)       | 12 121       | 30,09        | 17 762      | 39,82       |  |
|                | Pierre Balle         | FN             | 8 883        | 22,05        | 6 867       | 15,4        |  |
|                | Philippe Leick       | MÉI            | 2 594        | 6,44         |             |             |  |
|                | Paul Turlan          | PCF            | 1 662        | 4,13         |             |             |  |
|                | Pierre Varenne       | LO             | 1 540        | 3,82         |             |             |  |
|                | Jacques Raguccia     | LDI (MPF)      | 1 082        | 2,69         |             |             |  |
|                |                      |                |              |              |             |             |  |
| Inscrits       | Inscrits             | Inscrits       | 70 380       | 100,00       | 70 380      | 100,00      |  |
| Abstentions    | Abstentions          | Abstentions    | 27 842       | 39,56        | 24 161      | 34,33       |  |
| Votants        | Votants              | Votants        | 42 538       | 60,44        | 46 219      | 65,67       |  |
| Blancs et nuls | Blancs et nuls       | Blancs et nuls | 2 257        | 5,31         | 1 615       | 3,49        |  |
| Exprimés       | Exprimés             | Exprimés       | 40 281       | 94,69        | 44 604      | 96,51       |  |

Le suppléant de Roland Metzinger était Jean Kieffer, de Kédange-sur-Canner.

### Élections de 2002
| Candidat       | Candidat                 | Parti             | Premier tour | Premier tour | Second tour | Second tour |  |
| Candidat       | Candidat                 | Parti             | Voix         | %            | Voix        | %           |  |
| -------------- | ------------------------ | ----------------- | ------------ | ------------ | ----------- | ----------- |  |
|                | Pierre Lang élu          | UMP               | 16 639       | 46,80        | 19 801      | 62,02       |  |
|                | Roland Metzinger sortant | PS (Les Verts)    | 10 075       | 28,34        | 12 127      | 37,98       |  |
|                | Yves Karmann             | FN                | 5 923        | 16,66        |             |             |  |
|                | Michel Lévy              | Pôle républicain  | 925          | 2,60         |             |             |  |
|                | Nejima Abdellatif        | LO                | 474          | 1,33         |             |             |  |
|                | Maud Fontaine            | MNR               | 414          | 1,16         |             |             |  |
|                | Jonny Weinachter         | MPF               | 371          | 1,04         |             |             |  |
|                | Aurore Monnier           | GÉ                | 351          | 0,99         |             |             |  |
|                | Monique Arlaux           | Divers écologiste | 233          | 0,66         |             |             |  |
|                | Alfred Jung              | Divers droite     | 145          | 0,41         |             |             |  |
|                |                          |                   |              |              |             |             |  |
| Inscrits       | Inscrits                 | Inscrits          | 72 347       | 100,00       | 72 347      | 100,00      |  |
| Abstentions    | Abstentions              | Abstentions       | 36 062       | 49,85        | 39 208      | 54,19       |  |
| Votants        | Votants                  | Votants           | 36 285       | 50,15        | 33 139      | 45,81       |  |
| Blancs et nuls | Blancs et nuls           | Blancs et nuls    | 735          | 2,03         | 1 211       | 3,65        |  |
| Exprimés       | Exprimés                 | Exprimés          | 35 550       | 97,97        | 31 928      | 96,35       |  |

Le suppléant de Pierre Lang était Pierre-Marie Bour, premier adjoint au maire de Forbach, fonctionnaire.

### Élections de 2007
| Candidat       | Candidat                  | Parti          | Premier tour | Premier tour | Second tour | Second tour |  |
| Candidat       | Candidat                  | Parti          | Voix         | %            | Voix        | %           |  |
| -------------- | ------------------------- | -------------- | ------------ | ------------ | ----------- | ----------- |  |
|                | Pierre Lang sortant réélu | UMP            | 17 052       | 52,40        | 20 742      | 65,26       |  |
|                | Michel Obiegala           | PS             | 6 858        | 21,07        | 11 040      | 34,74       |  |
|                | Éric Vilain               | FN             | 2 547        | 7,83         |             |             |  |
|                | Francis Schmitt           | UDF–MoDem      | 2 064        | 6,34         |             |             |  |
|                | Muriel Rodermann          | PRG            | 872          | 2,68         |             |             |  |
|                | Mauro de Vito             | LCR            | 648          | 1,99         |             |             |  |
|                | Jean-Claude Kaas          | Divers         | 591          | 1,82         |             |             |  |
|                | Marie-Emma Hesse          | PCF            | 499          | 1,53         |             |             |  |
|                | Thierry Schulz            | LO             | 383          | 1,18         |             |             |  |
|                | Alfred Jung               | Divers droite  | 358          | 1,10         |             |             |  |
|                | Annick Martin             | MNR            | 349          | 1,07         |             |             |  |
|                | Manuel Gehring            | MPF            | 323          | 0,99         |             |             |  |
|                |                           |                |              |              |             |             |  |
| Inscrits       | Inscrits                  | Inscrits       | 73 486       | 100,00       | 73 486      | 100,00      |  |
| Abstentions    | Abstentions               | Abstentions    | 40 063       | 54,52        | 40 420      | 55          |  |
| Votants        | Votants                   | Votants        | 33 423       | 45,48        | 33 066      | 45          |  |
| Blancs et nuls | Blancs et nuls            | Blancs et nuls | 879          | 2,63         | 1 284       | 3,88        |  |
| Exprimés       | Exprimés                  | Exprimés       | 32 544       | 97,37        | 31 782      | 96,12       |  |

### Élections de 2012
| Candidat       | Candidat               | Parti          | Premier tour | Premier tour | Second tour | Second tour |  |
| Candidat       | Candidat               | Parti          | Voix         | %            | Voix        | %           |  |
| -------------- | ---------------------- | -------------- | ------------ | ------------ | ----------- | ----------- |  |
|                | Laurent Kalinowski élu | PS             | 12 750       | 37,45        | 17 762      | 53,70       |  |
|                | Florian Philippot      | RBM (FN)       | 8 969        | 26,34        | 15 317      | 46,30       |  |
|                | Pierre Lang sortant    | UMP            | 8 518        | 25,02        |             |             |  |
|                | Éric Vilain            | Extrême droite | 1 394        | 4,09         |             |             |  |
|                | Francis Schmitt        | CpF (MoDem)    | 705          | 2,07         |             |             |  |
|                | Pascal Schuster        | Cap21          | 494          | 1,45         |             |             |  |
|                | Lola Legrand           | LO             | 416          | 1,22         |             |             |  |
|                | Doris Metzger          | MÉI            | 416          | 1,22         |             |             |  |
|                | Abdel-Kader Dehar      | Divers         | 387          | 1,14         |             |             |  |
|                |                        |                |              |              |             |             |  |
| Inscrits       | Inscrits               | Inscrits       | 72 287       | 100,00       | 72 286      | 100,00      |  |
| Abstentions    | Abstentions            | Abstentions    | 37 642       | 52,07        | 37 370      | 51,7        |  |
| Votants        | Votants                | Votants        | 34 645       | 47,93        | 34 916      | 48,3        |  |
| Blancs et nuls | Blancs et nuls         | Blancs et nuls | 596          | 1,72         | 1 837       | 5,26        |  |
| Exprimés       | Exprimés               | Exprimés       | 34 049       | 98,28        | 33 079      | 94,74       |  |

### Élections de 2017
|                                                                           | |                           |                           |                          |                          |
|                                                                           | | Premier tour 11 juin 2017 | Premier tour 11 juin 2017 | Second tour 18 juin 2017 | Second tour 18 juin 2017 |
|                                                                           | |                           |                           |                          |                          |
|                                                                           | | Nombre                    | % des inscrits            | Nombre                   | % des inscrits           |
| Inscrits                                                                  | Inscrits | 70 133                    | 100,00                    | 70 132                   | 100,00                   |
| Abstentions                                                               | Abstentions | 43 849                    | 62,52                     | 44 558                   | 63,53                    |
| Votants                                                                   | Votants | 26 284                    | 37,48                     | 25 574                   | 36,47                    |
|                                                                           | |                           | % des votants             |                          | % des votants            |
| Bulletins blancs                                                          | Bulletins blancs                                                                                                 | 332                       | 1,26                      | 1 180                    | 4,61                     |
| Bulletins nuls                                                            | Bulletins nuls                                                                                                   | 151                       | 0,57                      | 375                      | 1,47                     |
| Suffrages exprimés                                                        | Suffrages exprimés                                                                                               | 25 801                    | 98,16                     | 24 019                   | 93,92                    |
|                                                                           | |                           |                           |                          |                          |
| Candidat Étiquette politique (partis et alliances)                        | Candidat Étiquette politique (partis et alliances)                                                               | Voix                      | % des exprimés            | Voix                     | % des exprimés           |
|                                                                           | |                           |                           |                          |                          |
|                                                                           | Florian Philippot Front national                                                                                 | 6 138                     | 23,79                     | 10 337                   | 43,04                    |
|                                                                           | Christophe Arend La République en marche                                                                         | 5 679                     | 22,01                     | 13 682                   | 56,96                    |
|                                                                           | Pierre Lang Les Républicains (Union des démocrates et indépendants)                                              | 4 212                     | 16,32                     |                          |                          |
|                                                                           | Laurent Kleinhentz Divers gauche                                                                                 | 3 805                     | 14,75                     |                          |                          |
|                                                                           | Jonathan Outomuro La France insoumise                                                                            | 2 132                     | 8,26                      |                          |                          |
|                                                                           | Éric Diligent Divers droite                                                                                      | 1 359                     | 5,27                      |                          |                          |
|                                                                           | Jean-Christophe Kinnel Parti socialiste                                                                          | 928                       | 3,60                      |                          |                          |
|                                                                           | Chantal Mary Europe Écologie Les Verts                                                                           | 342                       | 1,33                      |                          |                          |
|                                                                           | Abdel-Kader Dehar Écologiste (Mouvement 100 %)                                                                   | 229                       | 0,89                      |                          |                          |
|                                                                           | Nicolas Walczak Parti communiste français                                                                        | 183                       | 0,71                      |                          |                          |
|                                                                           | Dominique Biry Extrême droite (Union des Patriotes)                                                              | 182                       | 0,71                      |                          |                          |
|                                                                           | Lola Legrand Lutte ouvrière                                                                                      | 177                       | 0,69                      |                          |                          |
|                                                                           | Pascal Schuster Divers (Parti du vote blanc)                                                                     | 145                       | 0,56                      |                          |                          |
|                                                                           | Sandra Montalescot Divers (Union populaire républicaine)                                                         | 111                       | 0,43                      |                          |                          |
|                                                                           | Jean Pluskota Écologiste (Mouvement écologiste indépendant - Confédération pour l'homme, l'animal et la planète) | 102                       | 0,40                      |                          |                          |
|                                                                           | Vincent Fourrier Régionaliste (57-Le Parti des Mosellans)                                                        | 77                        | 0,30                      |                          |                          |
|                                                                           | Marjolaine Hallier Divers droite                                                                                 | 0                         | 0,00                      |                          |                          |
| Source : Ministère de l'Intérieur - Sixième circonscription de la Moselle | |                           |                           |                          |                          |

### Élections de 2022
Les élections législatives françaises de 2022 ont lieu les dimanches 12 et 19 juin 2022.
| Résultats des élections législatives des 12 et 19 juin 2022 de la 6e circonscription de la Moselle |                          |                          |                          |              |              |             |             |
| Candidat                                                                                           | Candidat                 | Parti et coalition       | Nuance                   | Premier tour | Premier tour | Second tour | Second tour |
| Candidat                                                                                           | Candidat                 | Parti et coalition       | Nuance                   | Voix         | %            | Voix        | %           |
| | Kévin Pfeffer            | RN                       | RN                       | 7 077        | 30,58        | 12 368      | 56,96       |
| | Christophe Arend         | LREM (Ens)               | ENS                      | 5 122        | 22,13        | 9 347       | 43,04       |
| | Jonathan Outomuro        | LFI (NUPES)              | NUP                      | 4 009        | 17,32        |             |             |
| | Marc Friedrich           | LR (UDC)                 | LR                       | 2 263        | 9,78         |             |             |
| | Éric Diligent            | REC                      | REC                      | 1 085        | 4,69         |             |             |
| | Florian Philippot        | LP (UPF)                 | DSV                      | 1 069        | 4,62         |             |             |
| | Anthony Thiel            | PS diss.                 | DVG                      | 691          | 2,99         |             |             |
| | Monique Greff-Ostermann  | SE                       | DIV                      | 575          | 2,48         |             |             |
| | Abdel Askal              | SE                       | DVG                      | 527          | 2,28         |             |             |
| | Lola Legrand             | LO                       | DXG                      | 285          | 1,23         |             |             |
| | Christophe Mouynet       | EPLL                     | DIV                      | 246          | 1,06         |             |             |
| | Ludovic Massing          | SE                       | DIV                      | 115          | 0,50         |             |             |
| | Saliha Aït               | UDMF                     | DVG                      | 79           | 0,34         |             |             |
| Votes valides                                                                                      | Votes valides            | Votes valides            | Votes valides            | 23 143       | 97,76        | 21 715      | 94,09       |
| Votes blancs                                                                                       | Votes blancs             | Votes blancs             | Votes blancs             | 369          | 1,56         | 1 115       | 4,83        |
| Votes nuls                                                                                         | Votes nuls               | Votes nuls               | Votes nuls               | 161          | 0,68         | 250         | 1,08        |
| Total                                                                                              | Total                    | Total                    | Total                    | 23 673       | 100          | 23 080      | 100         |
| Abstention                                                                                         | Abstention               | Abstention               | Abstention               | 43 212       | 64,61        | 43 824      | 65,50       |
| Inscrits / participation                                                                           | Inscrits / participation | Inscrits / participation | Inscrits / participation | 66 885       | 35,39        | 66 904      | 34,50       |

### Élections de 2024
Les élections législatives françaises de 2024 ont lieu les dimanches 30 juin et 7 juillet 2024.
| Candidat                 | Candidat                 | Parti et coalition       | Nuance                   | Premier tour | Premier tour |
| Candidat                 | Candidat                 | Parti et coalition       | Nuance                   | Voix         | %            |
| ------------------------ | ------------------------ | ------------------------ | ------------------------ | ------------ | ------------ |
|                          | Kévin Pfeffer            | RN                       | RN                       | 18 575       | 50,90        |
|                          | Alexandre Cassaro        | LR (ENS)                 | LR                       | 7 746        | 21,23        |
|                          | Claire Bladt             | LFI (NFP)                | UG                       | 7 740        | 21,21        |
|                          | Dominique Feiss          | SE                       | DVD                      | 1 348        | 3,69         |
|                          | Lola Legrand             | LO                       | EXG                      | 618          | 1,69         |
|                          | Olivier Munch            | SE                       | DVG                      | 466          | 1,28         |
|                          |                          |                          |                          |              |              |
| Votes valides            | Votes valides            | Votes valides            | Votes valides            | 36 493       | 97,56        |
| Votes blancs             | Votes blancs             | Votes blancs             | Votes blancs             | 666          | 1,78         |
| Votes nuls               | Votes nuls               | Votes nuls               | Votes nuls               | 246          | 0,66         |
| Total                    | Total                    | Total                    | Total                    | 37 405       | 100          |
| Abstention               | Abstention               | Abstention               | Abstention               | 28 988       | 43,66        |
| Inscrits / participation | Inscrits / participation | Inscrits / participation | Inscrits / participation | 66 393       | 56,34        |